# Ebrahim Alam
Amir Ebrahim Alam (persisch امیرابراهیم علم anhörenⓘ; * 1881; † 1944), genannt auch Shokat ol-molk II war ein iranischer Großgrundbesitzer, Gouverneur und Minister.

## Leben
Amir Ebrahim Alam Shokat ol-molk wurde von Mozaffar ad-Din Schah zum Gouverneur von Birjand ernannt. 
Er unterstützte Reza Schah in seinen Reformbemühungen Alam wurde Minister für Post- und Telegrafenwesen im Kabinett von Premierminister Mohammad Ali Foroughi.
Ebrahim Alam besaß das damals größte private Unternehmen Irans, das durch seinen Sohn Asadollah Alam aufgrund dessen politischen Engagements vernachlässigt und später ganz aufgegeben wurde.